# 4-H

4-H는 "청소년 개발 분야를 발전시키는 동시에 청소년이 잠재력을 최대한 발휘할 수 있도록 참여시키는 것"을 사명으로 하는 미국에 기반을 둔 청소년 조직 네트워크이다. 그 이름은 조직의 원래 모토인 '머리, 심장, 손, 건강'의 첫 문자 H가 4번 등장한 데 대한 참조이며 나중에 1927년에 공식적으로 채택된 완전한 서약에 통합되었다. 미국에서 이 조직은 미국 농무부 산하 국립식량농업연구소(USDA)가 관리한다. 4-H 캐나다는 캐나다 전역의 지점 운영을 감독하는 독립적인 비영리 조직이다. 50개국 이상에 4-H 조직이 있다. 조직과 행정은 국가마다 다르다.
4-H의 목표는 체험 학습 프로그램과 긍정적인 청소년 개발 접근 방식을 통해 청소년의 시민권, 리더십, 책임감 및 생활 기술을 개발하는 것이다. 역사적으로 볼 때 일반적으로 농업에 초점을 맞춘 조직으로 생각되지만 오늘날 4-H는 시민권, 건강한 생활, 과학, 엔지니어링 및 기술 프로그램에 중점을 두고 있다. 오늘날 4-H 세계의 클럽은 개인의 성장과 직업적 성공을 가능하게 하는 다양한 옵션으로 구성된다. 4-H의 모토는 "최고를 더 좋게 만들기"이고, 슬로건은 "Learn by done"(때때로 "Learn to do by done"으루 표기)이다. 2016년 현재 이 조직에는 거의 600만 명의 활동적인 참가자와 2,500만 명 이상의 동문이 있다.